# Śladami muzykantów z Bremy
Śladami muzykantów z Bremy (ros. по следам Бременских музыкантов) – radziecki animowany film muzyczny z 1973 roku w reżyserii Wasilija Liwanowa. Kontynuacja kreskówki Czterej muzykanci z Bremy (1969).

## Fabuła
Kontynuacja przygód muzykantów z Bremy. Król chce sprowadzić do pałacu z powrotem swoją córkę. W tym celu wynajmuje detektywa, któremu udaje się wykonać zadanie. Trubadur i jego towarzysze  – Osioł, Pies, Kot oraz Kogut – pędzą na ratunek Księżniczce, aby uwolnić ją ze złotej klatki.

## Obsada (głosy)
- Muslim Magomajew – Trudabur, wódz, tajniak
- Anatolij Gorochow – Czterej muzykanci z Bremy, rabusie i dworzanie
- Elmira Żerzdiewa – Księżniczka

## Animatorzy
Oleg Safronow, Wioletta Kolesnikowa, Władimir Zarubin, Jurij Kuziurin, Tatijana Pomieranciewa, Wiktor Szewkow, Leonid Kajukow, Jurij Butyrin, Władimir Krumin, Nikołaj Kukolew